# Vuelta Ciclista del Uruguay 2015
La 72.ª edición de la Vuelta Ciclista del Uruguay se disputó desde el viernes 27 de marzo hasta el domingo 5 de abril de 2015.
El recorrido fue de 1432,4 kilómetros divididos en 10 etapas, que incluyó una contrarreloj individual en la penúltima. Comenzó en el departamento de Maldonado y finalizó en Montevideo.
Luego de dos años de ausencia, la carrera volvió al calendario internacional formando parte del UCI America Tour 2015.
Fue ganada por Carlos Oyarzún defensor de la selección chilena, quien logró imponerse al ganar la 9.ª etapa, una contrarreloj disputada en Fray Bentos. Oyarzún se transformó en el primer pedalista de Chile en vencer en la Vuelta del Uruguay. El podio lo completaron los brasileños William Chiarello del DataRo y Flavio Cardoso del Funvic.
Las clasificaciones secundarias fueron para Matías Presa (regularidad), Darío Díaz (metas esprínt), Ariel Sívori (metas cima), Agustín Moreira (sub-23) y DataRo (equipos).

## Equipos participantes
Tomaron parte en la carrera 29 equipos; 23 locales y 6 extranjeros representando a Argentina, Brasil y Chile. Cada equipo inició formado por entre 4 y 6 corredores formando un pelotón de 149 ciclistas, de los que finalizaron 92.
| Equipos                           | Equipos                     |
| --------------------------------- | --------------------------- |
| Schneck Ciclismo                  | Audax de Flores             |
| Club Ciclista Cerro Largo         | Peñarol de Colonia          |
| Club Ciclista Amanecer            | Peñarol de Maldonado        |
| Club Ciclista Fénix               | Peñarol de Tacuarembó       |
| Club Atlético Villa Teresa        | Sociedad Española 2 de Mayo |
| Club Atlético Progreso            | Lavalleja de Rocha          |
| Estudiantes El Colla              | Nacional de Rocha           |
| San Antonio de Florida            | Artigas de San Ramón        |
| Estación de Minas                 | Centenario de Fray Bentos   |
| Club Ciclista Belo Horizonte      | Club de Bochas Santa Lucía  |
| Club Ciclista Maroñas             | Santa Lucía F. C.           |
| Federación Ciclista de Montevideo |                             |

| Equipos                                     |
| ------------------------------------------- |
| Buenos Aires Provincia                      |
| Sindicato de Empleados Públicos de San Juan |
| Funvic-São José dos Campos                  |
| Clube DataRo de Ciclismo                    |
| Avaí                                        |
| Selección de Chile                          |

## Etapas
Nueve etapas en línea y una contrarreloj fue el recorrido 2015. La más larga fue la 8.ª con 195 km y la más corta (sin contar la crono) la 4.ª con 106 km. Fue la séptima vez que la Vuelta del Uruguay no comenzó en Montevideo y fue la segunda vez que lo hizo en Maldonado, ya que en 2004 tuvo su inicio en Piriápolis.
| Etapa | Fecha       | Recorrido                        | km         | Ganador            | Líder             |
| 1.ª   | 27 de marzo | Punta del Este (Los Dedos)-Minas | 120,9      | William Chiarello  | William Chiarello |
| 2.ª   | 28 de marzo | Minas-Rocha                      | 171,1      | Francisco Chamorro | William Chiarello |
| 3.ª   | 29 de marzo | Aiguá-Treinta y Tres             | 127,4      | Francisco Chamorro | William Chiarello |
| 4.ª   | 30 de marzo | Tacuarembó-Tacuarembó            | 106,3      | Laureano Rosas     | William Chiarello |
| 5.ª   | 31 de marzo | Tacuarembó-Durazno               | 180,8      | Matías Presa       | William Chiarello |
| 6.ª   | 1 de abril  | Trinidad-Colonia                 | 167,8      | Francisco Chamorro | William Chiarello |
| 7.ª   | 2 de abril  | Colonia-Santa Lucía              | 149,3      | Héctor Aguilar     | William Chiarello |
| 8.ª   | 3 de abril  | San José-Mercedes                | 195,3      | Francisco Chamorro | William Chiarello |
| 9.ª   | 4 de abril  | Fray Bentos-Fray Bentos          | 22,3 (CRI) | Carlos Oyarzún     | Carlos Oyarzún    |
| 10.ª  | 5 de abril  | Cardona-Montevideo               | 191,2      | Matías Presa       | Carlos Oyarzún    |

## Bonificaciones y clasificaciones secundarias
La carrera otorgó bonificaciones en tiempo sólo para las llegadas, que se descontaban de la clasificación general a los ciclistas que las obtenían. Estas eran; 10 segundos al primero, 6 al segundo, y 4 al tercero. Además se otorgaron puntos a los 10 primeros para la clasificación de la regularidad. También se disputaron 4 metas volantes durante el transcurso de cada etapa, las metas esprint y metas cima, que otorgaban puntos para dichas clasificaciones. El baremo de puntuación fue el siguiente: metas esprint 3, 2 y 1 del primero al tercero y metas cima 5, 3 y 2 respectivamente.
| Posición | Bonificación |
| -------- | ------------ |
| 1º       | 10 s         |
| 2º       | 6 s          |
| 3º       | 4 s          |

| Posición | Puntos  |
| -------- | ------- |
| 1º       | 15 pts. |
| 2º       | 12 pts. |
| 3º       | 10 pts. |
| 4º       | 8 pts.  |
| 5º       | 7 pts.  |
| 6º       | 6 pts.  |
| 7º       | 5 pts.  |
| 8º       | 4 pts.  |
| 9º       | 3 pts.  |
| 10º      | 2 pts.  |

| Posición | Esprint | Cima   |
| -------- | ------- | ------ |
| 1º       | 3 pts.  | 5 pts. |
| 2º       | 2 pts.  | 3 pts. |
| 3º       | 1 pt.   | 2 pts. |

## Clasificaciones finales
- Las clasificaciones finalizaron de la siguiente forma:[10]

### Clasificación individual
| Pos. | Ciclista           | Equipo               | Tiempo           |
| ---- | ------------------ | -------------------- | ---------------- |
| 1.º  | Carlos Oyarzún     | Selección de Chile   | 33 h 48 min 33 s |
| 2.º  | William Chiarello  | DataRo               | a 7 s            |
| 3.º  | Flavio Cardoso     | Funvic               | a 24 s           |
| 4.º  | Murilo Ferraz      | Funvic               | a 27 s           |
| 5.º  | Laureano Rosas     | SEP San Juan         | a 34 s           |
| 6.º  | Néstor Pías        | Schneck Ciclismo     | a 45 s           |
| 7.º  | Matías Presa       | Cerro Largo          | a 48 s           |
| 8.º  | Richard Mascarañas | Schneck Ciclismo     | a 1 min 02 s     |
| 9.º  | Agustín Moreira    | Estudiantes El Colla | a 1 min 03 s     |
| 10.º | Ramiro Cabrera     | DataRo               | a 1 min 15 s     |

| 11.º | Héctor Aguilar       | Schneck Ciclismo | a 1 min 35 s |
| 12.º | Cristian Egidio      | DataRo           | a 1 min 35 s |
| 13.º | Matías Pérez         | Progreso         | a 1 min 46 s |
| 14.º | Gregory Duarte       | Villa Teresa     | a 2 min 04 s |
| 15.º | Ignacio Maldonado    | Amanecer         | a 2 min 16 s |
| 16.º | Sixto Núnez          | Fénix            | a 2 min 53 s |
| 17.º | Mariano De Fino      | Fénix            | a 3 min 24 s |
| 18.º | Matías Médici        | Avai             | a 4 min 51 s |
| 19.º | José Luis Miraglia   | Cerro Largo      | a 4 min 59 s |
| 20.º | Joaquín Ansolabehere | Villa Teresa     | a 5 min 41 s |

### Clasificación premio esprínter
| Pos.        | Ciclista          | Equipo                 | Puntaje obtenido por etapas | Puntaje obtenido por etapas | Puntaje obtenido por etapas | Puntaje obtenido por etapas | Puntaje obtenido por etapas | Puntaje obtenido por etapas | Puntaje obtenido por etapas | Puntaje obtenido por etapas | Puntaje obtenido por etapas | Puntaje obtenido por etapas | Total |
| Pos.        | Ciclista          | Equipo                 | 1.ª                         | 2.ª                         | 3.ª                         | 4.ª                         | 5.ª                         | 6.ª                         | 7.ª                         | 8.ª                         | 9.ª                         | 10.ª                        | Total |
| ----------- | ----------------- | ---------------------- | --------------------------- | --------------------------- | --------------------------- | --------------------------- | --------------------------- | --------------------------- | --------------------------- | --------------------------- | --------------------------- | --------------------------- | ----- |
| Malla verde | Darío Díaz        | SEP San Juan           | 3                           | -                           | 3                           | 3                           | 2                           | 6                           | -                           | 2                           | -                           | -                           | 19    |
| 2.º         | Pablo Anchieri    | Estudiantes El Colla   | -                           | 3                           | -                           | -                           | -                           | -                           | 4                           | 3                           | -                           | 5                           | 15    |
| 3.º         | Julián Gaday      | Buenos Aires Provincia | -                           | -                           | 1                           | 2                           | 6                           | -                           | -                           | 1                           | -                           | 4                           | 14    |
| 4.º         | Jonathan Guzmán   | Chile                  | -                           | -                           | 2                           | -                           | -                           | 2                           | 2                           | -                           | -                           | -                           | 6     |
| 5.º         | Nicolás Arachichú | Fénix                  | 3                           | -                           | -                           | -                           | 2                           | -                           | -                           | -                           | -                           | -                           | 5     |

### Clasificación premio cima
| Pos.       | Ciclista         | Equipo                 | Puntaje obtenido por etapas | Puntaje obtenido por etapas | Puntaje obtenido por etapas | Puntaje obtenido por etapas | Puntaje obtenido por etapas | Puntaje obtenido por etapas | Puntaje obtenido por etapas | Puntaje obtenido por etapas | Puntaje obtenido por etapas | Puntaje obtenido por etapas | Total |
| Pos.       | Ciclista         | Equipo                 | 1.ª                         | 2.ª                         | 3.ª                         | 4.ª                         | 5.ª                         | 6.ª                         | 7.ª                         | 8.ª                         | 9.ª                         | 10.ª                        | Total |
| ---------- | ---------------- | ---------------------- | --------------------------- | --------------------------- | --------------------------- | --------------------------- | --------------------------- | --------------------------- | --------------------------- | --------------------------- | --------------------------- | --------------------------- | ----- |
| Malla roja | Ariel Sívori     | Buenos Aires Provincia | 8                           | 3                           | 7                           | 10                          | -                           | 5                           | 3                           | -                           | -                           | 2                           | 38    |
| 2.º        | Camilo Pimentel  | Cerro Largo            | -                           | 5                           | 2                           | -                           | -                           | -                           | 7                           | -                           | -                           | 6                           | 20    |
| 3.º        | Sebastián Tolosa | Buenos Aires Provincia | -                           | -                           | -                           | -                           | -                           | -                           | 8                           | -                           | -                           | 10                          | 18    |
| 4.º        | Elías Tello      | Chile                  | -                           | -                           | -                           | 6                           | -                           | 5                           | 2                           | -                           | -                           | -                           | 13    |
| 4.º        | Carlos Cabrera   | Villa Teresa           | -                           | 3                           | -                           | -                           | -                           | -                           | -                           | 8                           | -                           | -                           | 11    |

### Clasificación premio regularidad
| Pos.       | Ciclista           | Equipo                     | Puntaje obtenido por etapas | Puntaje obtenido por etapas | Puntaje obtenido por etapas | Puntaje obtenido por etapas | Puntaje obtenido por etapas | Puntaje obtenido por etapas | Puntaje obtenido por etapas | Puntaje obtenido por etapas | Puntaje obtenido por etapas | Puntaje obtenido por etapas | Total |
| Pos.       | Ciclista           | Equipo                     | 1.ª                         | 2.ª                         | 3.ª                         | 4.ª                         | 5.ª                         | 6.ª                         | 7.ª                         | 8.ª                         | 9.ª                         | 10.ª                        | Total |
| ---------- | ------------------ | -------------------------- | --------------------------- | --------------------------- | --------------------------- | --------------------------- | --------------------------- | --------------------------- | --------------------------- | --------------------------- | --------------------------- | --------------------------- | ----- |
| Malla lila | Matías Presa       | Cerro Largo                | 12                          | 12                          | 8                           | -                           | 15                          | 8                           | 10                          | 8                           | -                           | 15                          | 88    |
| 2.º        | Laureano Rosas     | SEP San Juan               | 10                          | -                           | 7                           | 15                          | 8                           | 12                          | 12                          | 10                          | 3                           | -                           | 77    |
| 3.º        | Héctor Aguilar     | Schneck Ciclismo           | -                           | -                           | 10                          | 10                          | 10                          | 6                           | 15                          | 12                          | -                           | 6                           | 69    |
| 4.º        | Francisco Chamorro | Funvic-São José dos Campos | -                           | 15                          | 15                          | -                           | -                           | 15                          | -                           | 15                          | -                           | -                           | 60    |
| 5.º        | Richard Mascarañas | Schneck Ciclismo           | 7                           | -                           | 12                          | 6                           | 12                          | 2                           | -                           | -                           | 2                           | 8                           | 49    |

### Clasificación sub-23
| Pos.          | Ciclista           | Equipo               | Tiempo           |
| ------------- | ------------------ | -------------------- | ---------------- |
| Malla naranja | Agustín Moreira    | Estudiantes El Colla | 33 h 49 min 36 s |
| 2.º           | Elías Tello        | Chile                | a 7 min 00 s     |
| 3.º           | Anderson Maldonado | Amanecer             | a 17 min 43 s    |
| 4.º           | Pablo Troncoso     | Peñarol de Colonia   | a 18 min 23 s    |
| 5.º           | Mauricio Moreira   | Estudiantes El Colla | a 19 min 25 s    |

### Clasificación por equipos
| Pos. | Equipo               | Tiempo            |
| ---- | -------------------- | ----------------- |
| 1.º  | DataRo               | 101 h 28 min 46 s |
| 2.º  | Schneck Ciclismo     | a 52 s            |
| 3.º  | Funvic               | a 2 min 10 s      |
| 4.º  | Selección de Chile   | a 8 min 10 s      |
| 5.º  | Cerro Largo          | a 10 min 00 s     |
| 6.º  | Amanecer             | a 11 min 01 s     |
| 7.º  | Villa Teresa         | a 11 min 14 s     |
| 8.º  | SEP San Juan         | a 21 min 13 s     |
| 9.º  | Fénix                | a 22 min 11 s     |
| 10.º | Estudiantes El Colla | a 31 min 13 s     |

## UCI América Tour
La Vuelta del Uruguay al estar integrada al calendario internacional otorgó puntos para el UCI America Tour 2015. Las siguientes tablas son el baremo de puntuación y los corredores que obtuvieron puntos:
| Posición              | 1.º | 2.º | 3.º | 4.º | 5.º | 6.º | 7.º | 8.º |
| Clasificación general | 40  | 30  | 16  | 12  | 10  | 8   | 6   | 3   |
| Por etapa             | 8   | 5   | 2   |     |     |     |     |     |
| Líder                 | 4   |     |     |     |     |     |     |     |

| Ciclista           | Equipo                 | General | Etapa | Líder | Total |
| ------------------ | ---------------------- | ------- | ----- | ----- | ----- |
| William Chiarello  | DataRo                 | 30      | 8     | 32    | 70    |
| Carlos Oyarzún     | Chile                  | 40      | 8     | 4     | 52    |
| Matías Presa       | Cerro Largo            | 6       | 28    | -     | 34    |
| Francisco Chamorro | Funvic                 | -       | 32    | -     | 32    |
| Laureano Rosas     | SEP San Juan           | 10      | 22    | -     | 32    |
| Flavio Cardoso     | Funvic                 | 6       | 5     | -     | 21    |
| Héctor Aguilar     | Schneck Ciclismo       | -       | 19    | -     | 19    |
| Murilo Ferraz      | Funvic                 | 12      | 4     | -     | 16    |
| Richard Mascarañas | Schneck Ciclismo       | 3       | 10    | -     | 13    |
| Néstor Pías        | Schneck Ciclismo       | 8       | -     | -     | 8     |
| Sebastián Tolosa   | Buenos Aires Provincia | -       | 5     | -     | 5     |
| Ignacio Maldonado  | Amanecer               | -       | 5     | -     | 5     |
| Luis Mansilla      | Chile                  | -       | 2     | -     | 2     |
| Julián Gaday       | Buenos Aires Provincia | -       | 2     | -     | 2     |